# Santo Onofre (título cardinalício)
Santo Onofre (em latim: S. Honuphrii in Ianicullo) é um título instituído como diaconia pelo Papa Leão X em 6 de julho de 1517, por conta do aumento no número de cardeais no consistório de 1 de julho. Foi elevado a título presbiterial pelo Papa Sisto V em 13 de abril de 1587 pela constituição apostólica Religiosa.
Sua igreja titular é Sant'Onofrio al Gianicolo.

## Titulares diáconos protetores
- Jean de Lorraine (1518-1550)
- Innocenzo Ciocchi del Monte (1550-1562)
- Ludovico Madruzzo (1562-1586)
- Diaconia elevada a título presbiterial em 1587

## Titulares presbíteros protetores
- Philippe de Lenoncourt (1588-1592)
- Filippo Sega (1594-1596)
- Flaminio Piatti (1596-1600)
- Domenico Toschi (1604-1610)
- Maffeo Barberini (1610-1623) Eleito Papa Urbano VIII
- Francesco Barberini, como diaconia (1623-1624)
- Antonio Marcello Barberini, O.F.M.Cap. (1624-1637)
- Vacante (1637-1645)
- Orazio Giustiniani, C.O. (1645-1649)
- Giovanni Girolamo Lomellini (1652-1659)
- Benedetto Odescalchi (1659-1676) Eleito Papa Inocêncio XI
- Piero de Bonzi (1676-1689)
- Wilhelm Egon von Fürstenberg (1689-1704)
- Orazio Filippo Spada (1707-1724)
- Vicente Petra (1724-1737)
- Vacante (1737-1744)
- Francesco Landi (1744-1745)
- Vacante (1745-1749)
- Giovanni Battista Mesmer (1749-1760)
- Vacante (1760-1773)
- Giovanni Angelico Braschi (1773-1775) Eleito Papa Pio VI
- Marcantonio Marcolini (1777-1782)
- Vacante (1782-1794)
- Giovanni Battista Caprara (1794-1810)
- Vacante (1810-1816)
- Giovanni Battista Zauli (1816-1819)
- Luigi Frezza (1836-1837)
- Giuseppe Mezzofanti (1838-1849)
- Carlo Luigi Morichini (1852-1877)
- Francesco Saverio Apuzzo (1877-1880)
- Vacante (1880-1894)
- Domenico Svampa (1894-1907)
- Pierre Andrieu (1907-1935)
- Emmanuel Célestin Suhard (1935-1949)
- José Garibi y Rivera (1958-1972)
- Pio Taofinu'u, F.M.S. (1973-2006)
- Carlo Furno (2006-2015)
- Vacante (2015-2023)
- Pierbattista Pizzaballa, O.F.M. (desde 2023)